# Cleburne (Teksas)
Cleburne – miasto w Stanach Zjednoczonych, w stanie Teksas, w hrabstwie Johnson. W 2000 roku liczyło 29 050 mieszkańców.